# Picot verd de Blyth
El picot verd de Blyth (Picus viridanus) és una espècie d'ocell de la família dels pícids (Picidae) que habita els boscos i zones amb bambú de les terres baixes des de Myanmar cap al sud fins Tailàndia peninsular i Malaca.